# Phyllophaga marginalis
Phyllophaga marginalis är en skalbaggsart som beskrevs av Leconte 1856. Phyllophaga marginalis ingår i släktet Phyllophaga och familjen Melolonthidae. Utöver nominatformen finns också underarten P. m. insolita.